# Tiovivo c. 1950
Pour plus de détails, voir Fiche technique et Distribution.
Tiovivo c. 1950 est un film espagnol réalisé par José Luis Garci, sorti en 2004.

## Synopsis
Une chronique de la vie des habitants de Madrid dans l'Espagne d'après-guerre.

## Fiche technique
- Titre : Tiovivo c. 1950
- Réalisation : José Luis Garci
- Scénario : José Luis Garci et Horacio Valcárcel
- Musique : Pablo Cervantes
- Photographie : Raúl Pérez Cubero
- Montage : José Luis Garci
- Production : José Luis Garci
- Société de production : Nickel Odeon, Enrique Cerezo Producciones Cinematográficas et PC29
- Pays :  Espagne
- Genre : Comédie dramatique, film musical et historique
- Durée : 150 minutes
- Dates de sortie : 
  - Espagne : 1er octobre 2004

## Distribution
(dans l'ordre alphabétique)
- María Adánez : Catalana
- Francisco Algora : Povedano
- Manuel Andrés : Fulgencio
- Ángel de Andrés López : Acisclo
- María Asquerino : Mme. Justa
- Aurora Bautista : Mme. Anunciada
- Frank Braña : M. Luis
- Juan Calot : l'acheteur de livres
- José Caride : Carmen
- Roberto Catarineu : Jacobo
- Antonio Dechent : José Pedro Cervantes
- Fernando Delgado : M. Porfirio
- Ana Fernández : Teresita
- Fernando Fernán Gómez : Tertuliano
- María Elena Flores : Angustias
- Manuel Galiana : Poyatos
- Eduardo Gómez : Pepito
- Ricardo Gómez : Acisclito
- Agustín González : M. Ramón
- Fernando Guillén Cuervo : Higinio
- Carlos Hipólito : Liebre
- Javivi : Zamuelle
- María Kosty : Julia
- Alfredo Landa : Eusebio Cascajero y Esparza
- Ramón Langa : Honorio / M. Natalio
- Carlos Larrañaga : Marcelino
- Ramón Lillo : Osvaldo
- Francis Lorenzo : Paco
- Manuel Lozano : Quique
- Carlos March : Ricardo
- Luisa Martín : Laurita
- Blanca Oteyza : Pol
- Andrés Pajares : Romualdo
- Valentín Paredes : Valen
- Elsa Pataky : Balbina
- Santiago Ramos : Irineo Méndez
- Miguel Rellán : Santi
- Jorge Roelas : Montesinos
- Rafael Romero Marchent : Tertuliano
- Tina Sáinz : Rufi
- Miguel Ángel Solá : Hugo de los Ríos
- Juan Jesús Valverde : M. César
- Enrique Villén : Estévez
- Manuel Zarzo : Rueda

## Distinctions
Le film a été nommé pour six prix Goya et a remporté le prix de la meilleure direction artistique.